# Cité de Belfast
Pour les articles homonymes, voir Belfast (homonymie).
Ne doit pas être confondue avec la ville de Belfast. Pour les articles homonymes, voir Belfast (homonymie).
La cité de Belfast (Belfast City en anglais et Cathair Bhéal Feirste en gaélique d’Irlande), officiellement appelée Belfast (Béal Feirste en gaélique d’Irlande), est un district de gouvernement local d’Irlande-du-Nord.
Créée en octobre 1973, elle s’étend à des territoires du borough de Castlereagh, de la cité de Lisburn et du borough de North Down en avril 2015.

## Géographie

### Situation administrative
Le district est situé dans les comtés d’Antrim et de Down.

### Territoires limitrophes
| Borough d’Antrim and Newtownabbey | Borough d’Antrim and Newtownabbey | Belfast Lough                   |
| Cité de Lisburn and Castlereagh   | cité de Belfast                   | Borough d’Ards and North Down   |
| Cité de Lisburn and Castlereagh   | Cité de Lisburn and Castlereagh   | Cité de Lisburn and Castlereagh |

## Histoire
Un district de gouvernement local (local government district en anglais) du nom de Belfast est créé le 17 juillet 1972 par le Local Government (Boundaries) Order (Northern Ireland) du 20 juin 1972. La charte de la corporation du borough de comté de Belfast s’applique automatiquement au district de Belfast, qui, ayant le statut de cité, est connu sous le nom de « cité de Belfast » (Belfast City), au 1er octobre 1973, au moment de l’entrée en vigueur des institutions du district au sens du Local Government Act (Northern Ireland) du 23 mars 1972.
La cité de Belfast s’étend à des territoires du borough de Castlereagh, de la cité de Lisburn et du borough de North Down en vertu du Local Government (Boundaries) Act (Northern Ireland) du 23 mai 2008. L’agrandissement du district est opéré le 1er avril 2015 par le Local Government (Boundaries) Order (Northern Ireland) du 30 novembre 2012.
Le statut de la cité de Belfast est conservé automatiquement à la mise en place du nouveau district au sens des Local Government (Transitional, Incidental, Consequential and Supplemental Provisions) Regulations (Northern Ireland) du 9 mars 2015.

## Administration

### Conseil
Le Belfast City Council, littéralement, le « conseil de la cité de Belfast », est l’assemblée délibérante de la cité de Belfast, composée de 51 (1973-2015), puis de 60 membres (depuis 2015), appelés les conseillers (councillors).
Un lord-maire (lord mayor) et un vice-lord-maire (deputy lord mayor) sont élus parmi les conseillers à l’occasion de chaque réunion générale annuelle du conseil de la cité.

### Circonscriptions électorales
Le district de gouvernement local est divisé en autant de sections électorales (wards en anglais) que de conseillers. Celles-ci sont distribuées par zone électorale de district (district electoral area).
| Zone                           | 1973-1985,                                                                                | 1985-1993                                                                        | 1993-2015                                                                       | Depuis 2015                                                                                     |
| ------------------------------ | ----------------------------------------------------------------------------------------- | -------------------------------------------------------------------------------- | ------------------------------------------------------------------------------- | ----------------------------------------------------------------------------------------------- |
| Première zone et ses sections  | A (7 sièges)                                                                              | Balmoral (5 sièges)                                                              | Balmoral (6 sièges)                                                             | Balmoral (5 sièges)                                                                             |
| Première zone et ses sections  | - Ballymacarret - Ballynafeigh - The Mount - Orangefield - Ormeau - Rosetta - Willowfield | - Blackstaff - Finaghy - Malone - Upper Malone - Windsor                         | - Blackstaff - Finaghy - Malone - Musgrave - Upper Malone - Windsor             | - Belvoir - Finaghy - Malone - Musgrave - Upper Malone                                          |
| Deuxième zone et ses sections  | B (7 sièges)                                                                              | Castle (6 sièges)                                                                | Castle (6 sièges)                                                               | Black Mountain (7 sièges)                                                                       |
| Deuxième zone et ses sections  | - Ballyhackamore - Belmont - Bloomfield - Island - Shandon - Stormont - Sydenham          | - Bellevue - Castleview - Cavehill - Chichester Park - Duncairn - Forwilliam     | - Bellevue - Castleview - Cavehill - Chichester Park - Duncairn - Forwilliam    | - Andersonstown - Ballymurphy - Beechmont - Collin Glen - Falls Park - Shaw’s Road - Turf Lodge |
| Troisième zone et ses sections | C (6 sièges)                                                                              | Court (6 sièges)                                                                 | Court (5 sièges)                                                                | Botanic (5 sièges)                                                                              |
| Troisième zone et ses sections | - Finaghy - Malone - Stranmillis - University - Upper Malone - Windsor                    | - Crumlin - Glencairn - Highfield - St. Anne’s - Shankill - Woodvale             | - Crumlin - Glencairn - Highfield - Shankill - Woodvale                         | - Blackstaff - Central - Ormeau - Stranmillis - Windsor                                         |
| Quatrième zone et ses sections | D (6 sièges)                                                                              | Laganbank (5 sièges)                                                             | Laganbank (5 sièges)                                                            | Castle (6 sièges)                                                                               |
| Quatrième zone et ses sections | - Andersonstown - Ladybrook - Milltown - St. James - Suffolk - Whiterock                  | - Ballynafeigh - Botanic - Rosetta - Shaftesbury - Stranmillis                   | - Ballynafeigh - Botanic - Rosetta - Shaftesbury - Stranmillis                  | - Bellevue - Cavehill - Chichester Park - Duncairn - Fortwilliam - Innisfayle                   |
| Cinquième zone et ses sections | E (6 sièges)                                                                              | Lower Falls (5 sièges)                                                           | Lower Falls (5 sièges)                                                          | Collin (6 sièges)                                                                               |
| Cinquième zone et ses sections | - Ardoyne - Ballygomartin - Ballysillan - Highfield - Legoniel - Woodvale                 | - Beechmount - Clonard - Falls - Upper Springfield - Whiterock                   | - Beechmount - Clonard - Falls - Upper Springfield - Whiterock                  | - Dunmurry - Ladybrook - Lagmore - Poleglass - Stewartstown - Twinbrook                         |
| Sixième zone et ses sections   | F (6 sièges)                                                                              | Oldpark (6 sièges)                                                               | Oldpark (6 sièges)                                                              | Court (6 sièges)                                                                                |
| Sixième zone et ses sections   | - Clonard - Cromac - Donegall - Falls - Grosvenor - St. George’s                          | - Ardoyne - Ballysillan - Cliftonville - Legoniel - New Lodge - Water Works      | - Ardoyne - Ballysillan - Cliftonville - Legoniel - New Lodge - Water Works     | - Ballygomartin - Clonard - Falls - Forth River - Shankill - Woodvale                           |
| Septième zone et ses sections  | G (6 sièges)                                                                              | Pottinger (6 sièges)                                                             | Pottinger (6 sièges)                                                            | Lisbasgarragh (6 sièges)                                                                        |
| Septième zone et ses sections  | - Central - Court - Crumlin - New Lodge - North Howard - Shankill                         | - Ballymacarrett - Bloomfield - The Mount - Orangefield - Ravenhill - Woodstock  | - Ballymacarrett - Bloomfield - The Mount - Orangefield - Ravenhill - Woodstock | - Cregagh - Hillfoot - Merok - Orangefield - Ravenhill - Rosetta                                |
| Huitième zone et ses sections  | H (7 sièges)                                                                              | Upper Falls (5 sièges)                                                           | Upper Falls (5 sièges)                                                          | Oldpark (6 sièges)                                                                              |
| Huitième zone et ses sections  | - Andersonstown - Ladybrook - Milltown - St. James - Suffolk - Whiterock                  | - Andersonstown - Falls Park - Glencolin - Glen Road - Ladybrook                 | - Andersonstown - Falls Park - Glencolin - Glen Road - Ladybrook                | - Ardoyne - Ballysillan - Cliftonville - Legoniel - New Lodge - Water Works                     |
| Neuvième zone et ses sections  |                                                                                           | Victoria (7 sièges)                                                              | Victoria (7 sièges)                                                             | Ormiston (7 sièges)                                                                             |
| Neuvième zone et ses sections  | - Ballyhackamore - Belmont - Cherryvalley - Island - Knock - Stormont - Sydenham          | - Ballyhackamore - Belmont - Cherryvalley - Island - Knock - Stormont - Sydenham | - Belmont - Garnerville - Gilnahirk - Knock - Sandown - Shandon - Stormont      |                                                                                                 |
| Dixième zone et ses sections   |                                                                                           |                                                                                  |                                                                                 | Titanic (6 sièges)                                                                              |
| Dixième zone et ses sections   | - Ballymacarrett - Beersbridge - Bloomfield - Connswater - Sydenham - Woodstock           |                                                                                  |                                                                                 |                                                                                                 |

## Évolution territoriale

Le district dans le découpage de 1973.
Le district dans le découpage de 2015.

## Identité visuelle

Logotype.